# 少年 (谷崎潤一郎)
『少年』（しょうねん）は、谷崎潤一郎の短編小説。1911年（明治44年）の6月に『スバル』で発表され、同年の11月に籾山書店から短編集『刺青』中の一編として出版された。

## あらすじ
二十年ほど前に、日本橋有馬小学校の四年の萩原の栄ちゃん（私）は同級生の塙信一に誘われて彼の家へ遊びに行く。その屋敷はお稲荷様のお祭りで縁日のような賑わいを見せていたが、そこから抜け出した「私」は信一に連れられて信一の姉光子や学校の餓鬼大将の仙吉と出会った。クラスでは常に女中が付き添うほどの弱虫と思われていた信一だった。しかし屋敷の中で年上の仙吉や妾腹の姉を虐げる存在であったというギャップに驚きを感じながらも「私」自身も美少年の信一の言いなりになることに喜びを覚えるようになっていく。信一が留守のある日に私と仙吉は屋敷内の西洋館で光子がピアノの練習をしているのを耳にする。光子の外は子供が入ることが禁じられていた西洋館に好奇心を抱いていた二人は普段と同じように光子を折檻し、夜に西洋館へと導き入れることを約束させる。「私」は水天宮の縁日に行くと偽って家を出て、西洋館へたどり着くと、光子は豹変しており、仙吉とともに彼女にひれ伏した。

## 概説
谷崎の創作としては8作目に当たるこの小説が発表されたのは1911年で、谷崎はこのときまだ東京帝国大学国文学科に在籍していた。前年の「誕生」「刺青」「麒麟」が同人雑誌であった第二次『新思潮』に掲載されたのに対し「少年」は『スバル』上で発表された。これは『新思潮』が1911年3月号に載せた芦田均訳の「パンテオンの対話」が問題となって発禁処分となったことに伴い谷崎が『スバル』へ移ったことによるが、結果として「少年」は多くの読者に読まれることとなり、谷崎が作家として一躍有名になるきっかけとなった。後年、自身で「バイロン卿の例を引くのも烏滸がましいが、由来私は最も花々しく文壇へ出た一人であるとされてゐる」としながらも実際に「世間に認められるやうになつたのは、（中略）「新思潮」が廃刊した後、六月の「スバル」に「少年」を書き、七月（？）の同誌に「幇間」を書いた前後からだつた」と述べている通り、それまでの作品が自身の期待に反して殆ど文壇からの反響がなかっただけにこの変化は著しいものだった。「少年」の発表から一月後の7月、谷崎は以前からの授業料未納で大学から退学処分を受け、いよいよ商業作家となったが、『二六新報』などはこのことを報じて「帝大国文科に在学中二三篇の創作を発表せしところ案外にも好評を博したるより稍有頂天となり退学して創作家の生活に入るべしとは余りに己惚れ過ぎたる男と云ふべし」と揶揄した。
作品の舞台となっているのは谷崎自身が幼少期を過ごした日本橋蠣殻町界隈で「創作余談　その二」や『幼少時代』において作中の建物・登場人物・出来事といった事象にも実際にモデルがあったものが多いことを明かしている。ただ、信一ら登場人物とは違い、谷崎は有馬小学校ではなく阪本小学校の出身であり「ふるさと」でも「私の親戚の大部分は有馬学校出身なので、私にもこの学校の思い出がないわけではない」と述べている。

## 評価

### 同時代評価
谷崎は春陽堂版明治大正文学全集の解説で「「少年」は前期の作品のうちでは、一番キズのない、完成されたものであることを作者は信じる」と自ら言っているが、発表時の評価も悪くなかった。『帝国文学』『三田文学』『早稲田文学』『ホトトギス』『白樺』等の雑誌及び『読売新聞』『東京日日新聞』『國民新聞』の文芸時評で取り上げられた「少年」には「此作は本月の作物中最も優れた興味あるものゝ一である」（『三田文学』）「「少年」一篇は立派に六月の記念に残つた」（『東京日日新聞』）といったような好評価ばかりが寄せられたが、特に『白樺』の生田蝶介は「六月の文壇の新しい一事件と云はねばならぬ」と『國民新聞』では近松秋江が「六月の「スバル」に出た谷崎潤一郎氏の「少年」ぐらゐ巧妙な作はなかつた」と大絶賛だった。
このほか谷崎が聞いた噂によれば、上田敏や森鷗外も「麒麟」や「幇間」と併せ「少年」を褒めていたという。しかし、最も影響力のあった評価は永井荷風によるものだった。荷風はまず8月の三田文学に載せた短編「眠られぬ夜の対話」の中で登場人物の「男」に「もう私はとても、あの若い新進作家の書いた『少年』のやうな、強い力の籠った製作を仕上げる事ができないのだ」と嘆かせていたが、11月の「谷崎潤一郎氏の作品」においても谷崎文学を褒めながら「少年」に言及している。「『少年』の全篇は尽くこの肉体上の惨忍と恐怖とによつて作り上げられたものであるが、茲に注意すべきは谷崎氏の描き出す肉体上の惨忍は、如何に戦慄すべき事件をも、必ず最も美しい文章を以て美しい詩情の中に開展させてある」や「他人から受ける侮蔑が極度まで進んで来た場合には、却て一種痛切な娯楽慰安を感ぜしめるに至る病的の心理状態が、実に遺憾無く解剖されてゐる」といった分析をしていた。

### 『刺青』処女作神話
「谷崎潤一郎氏の作品」は「明治現代の文壇に於て今日まで誰一人手を下す事の出来なかつた、或は手を下さうともしなかつた藝術の一方面を開拓した成功者は谷崎潤一郎氏である」などと一貫して谷崎文学を賞賛する文章で、谷崎が「そのお陰で私は一と息に文壇へ押し出てしまつた」と語っている通り彼の作家としての地位確立につながったことがよく知られている。またそのすぐ後に出版された処女作品集『刺青』によって華麗な文壇デビューを果たしたということも有名で、こうした出発期の出来事を「日本近代文学史上の最有名エピソード」と言う論者もいる。しかし、中島国彦の調査によれば『刺青』はもともと『少年』という題名で本作を中心とした作品集となる予定であった。中島は「谷崎潤一郎氏の作品」が「刺青」を「氏の作品中第一の傑作」と特記したことを受けて刊行直前に表題と編成が変更された可能性を論じるとともに、反響の大きさから言えば「実質的な文壇的処女作は『少年』であった」にもかかわらず「荷風の谷崎賞賛の一文を境に、谷崎といえば『刺青』、という結び付きが強固になって行った」一連の経緯を「『刺青』処女作神話」と呼んだ。

### 研究者による評価
一般的には野口武彦や笠原伸夫、千葉俊二らの論考に見られるように、本作は「刺青」などど並びマゾヒズム的傾向が色濃く現れ、谷崎文学の原型を示す最初期の作品の一つとして論じられることが多い。その一方で野村尚吾などは「生の恐怖、変態性欲的な官能美、さらに「刺青」からつづいている女性支配が、巧緻に描かれていると同時に、作者の育った明治二十年代の日本橋の下町環境が、じつにいきいきと描写されている点でも印象的で「刺青」とならぶ初期の秀作であることは言うまでもない」と下町の描写に高い評価を下している。
「少年」の風景描写や舞台の設定は谷崎研究の外からも注目されており「『少年』は"原っぱ"の遊びに飽き足らない子供の、秘密の"隅っこ"への夢想である」と述べる奥野健男は「東京にはもと武家屋敷であった塀に囲まれ内部をうかがうことのできぬ宏大な邸が方々にあった。そういう邸の中はどうなっているのか、その秘密を知りたいという夢想を作品化したのが『少年』である」と論じた。槇文彦も「奥の思想」の中で奥野のこの論を援用する形で「少年」に言及しているなど、東京論や都市論の文脈から本作品が読まれることもある。